# Shoko Mikami
Shoko Mikami (三上 尚子, Mikami Shōko, Ichihara, 8 januari 1981) is een Japans voormalig voetbalster.

## Carrière

### Clubcarrière
Mikami speelde tussen 1996 en 2009 voor Nikko Securities Dream Ladies, Tasaki Perule FC en JEF United Chiba. In 2009 beëindigde zij haar carrière als voetbalster.

### Interlandcarrière
Mikami maakte op 12 november 1999 haar debuut in het Japans vrouwenvoetbalelftal tijdens een wedstrijd om het Aziatisch kampioenschap 1999 tegen Nepal en scoorde daarin twee keer. Ze heeft drie interlands voor het Japanse vrouwenelftal gespeeld en scoorde daarin twee keer.

## Statistieken
| Japans vrouwenvoetbalelftal | Japans vrouwenvoetbalelftal | Japans vrouwenvoetbalelftal |
| Jaar                        | Wed.                        | Dlp.                        |
| --------------------------- | --------------------------- | --------------------------- |
| 1999                        | 3                           | 2                           |
| Totaal                      | 3                           | 2                           |